# Murillo Santiago Costa dos Santos
Murillo Santiago Costa dos Santos (São Paulo, 4 de julio de 2002), conocido solo como Murillo, es un futbolista brasileño. Juega de defensa y su equipo es el Nottingham Forest F. C. de la Premier League inglesa.

## Trayectoria
Nacido en São Paulo, pasó sus inferiores en diversos clubes de la ciudad hasta que en 2019 entró a la del S. C. Corinthians.
Fue promovido al primer equipo del club en 2023, firmando su primer contrato con el club. Debutó el 26 de abril ante el Remo por la Copa de Brasil. Jugó su primer encuentro de Serie A el 29 de abril ante Palmeiras. Rápidamente se ganó un lugar en el equipo del Corinthians, lo que llamó la atención de clubes europeos.
El 31 de agosto de 2023 fichó por el Nottingham Forest F. C. de la Premier League inglesa.

## Selección nacional
El 25 de marzo de 2025 hizo su debut con la selección de Brasil en un encuentro de clasificación para el Mundial 2026 ante Argentina que perdieron por cuatro a uno.

## Estadísticas
Actualizado al último partido disputado el 25 de mayo de 2025.
| Club                               | Div.          | Temporada     | Liga  | Liga  | Estatal | Estatal | Copas nacionales | Copas nacionales | Copas internacionales | Copas internacionales | Total | Total |
| Club                               | Div.          | Temporada     | Part. | Goles | Part.   | Goles   | Part.            | Goles            | Part.                 | Goles                 | Part. | Goles |
| ---------------------------------- | ------------- | ------------- | ----- | ----- | ------- | ------- | ---------------- | ---------------- | --------------------- | --------------------- | ----- | ----- |
| S. C. Corinthians · Brasil         | 1.ª           | 2023          | 13    | 0     | 0       | 0       | 7                | 0                | 7                     | 0                     | 27    | 0     |
| S. C. Corinthians · Brasil         | Total club    | Total club    | 13    | 0     | 0       | 0       | 7                | 0                | 7                     | 0                     | 27    | 0     |
| Nottingham Forest F. C. Inglaterra | 1.ª           | 2023-24       | 32    | 0     | —       | —       | 4                | 0                | —                     | —                     | 36    | 0     |
| Nottingham Forest F. C. Inglaterra | 1.ª           | 2024-25       | 36    | 2     | —       | —       | 3                | 0                | —                     | —                     | 39    | 2     |
| Nottingham Forest F. C. Inglaterra | Total club    | Total club    | 68    | 2     | 0       | 0       | 7                | 0                | 0                     | 0                     | 75    | 2     |
| Total carrera                      | Total carrera | Total carrera | 81    | 2     | 0       | 0       | 14               | 0                | 7                     | 0                     | 102   | 2     |